# Radarhoved
Et radarhoved, er en dansk betegnelse for en radarstation med en stor søgeradar til overvågning af nationalt luftrum.
Flyvevåbnets Air Control Wing driver tre sådanne radarer. 
I 2011 findes der tre radarhoveder i Danmark:
- Skrydstrup nær Flyvestation Skrydstrup i Sønderjylland
- Skagen i Nordjylland
- Bornholm i Almindingen

Tidligere fandtes også søgeradarer følgende steder:
- Skovhuse/Stensved i Sydsjælland nær Vordingborg (nedlagt november 2002)
- Færøerne i Nordatlanten . (nedlagt 15. november 2010)
- Multebjerg i Nordsjælland (nedlagt 18. januar 2011).

| Militær | Spire Denne artikel om militær er en spire som bør udbygges. Du er velkommen til at hjælpe Wikipedia ved at udvide den. |